# Макаровка (Алтайский край)
Макаровка — село в Ключевском районе Алтайского края. В составе Новоцелинного сельсовета.

## История
Село Петухи, расположенное рядом с Макаровкой, стало тесным для проживания. Поэтому часть жителей стала строить дома поблизости и в 1927 году образовалось село Макаровка.

## География
В селе 6 улиц: Зелёная, Ленина, Мира, Молодёжная, Центральная, Южная.
Рельеф окрестностей села — равнинный. Климат резко континентальный. Средняя температура января −18,6 °C, июля +20,8 °C. Годовое количество атмосферных осадков 270 мм. Рядом находятся 2 озера: Петухово и Беленькое. Почвы — каштановые. Растут берёза, осина, тополь, вяз, клен, сосна, степное разнотравье. Обитают: из зверей — лиса, заяц, корсак, ондатра, хорек, лось, косуля, белка, рысь; из птиц — гуси, журавль-красавка, лысуха, тетерев, куропатка.

## Население
| 1959 | 1994 | 1997 | 1998 | 1999 | 2000 |
| ---- | ---- | ---- | ---- | ---- | ---- |
| 445  | ↘111 | ↘104 | ↘99  | ↘98  | ↘87  |
| 2001 | 2002 | 2003 | 2004 | 2005 | 2006 |
| →87  | ↘73  | →73  | ↗77  | ↘71  | ↘69  |
| 2007 | 2008 | 2009 | 2010 | 2011 | 2012 |
| ↗80  | ↘70  | ↘57  | ↘30  | ↘28  | ↘23  |
| 2013 |      |      |      |      |      |
| ↗26  |      |      |      |      |      |

В селе проживают выходцы из соседнего села Петухи.
Национальный состав
По переписи 1959 года в Макаровке проживало 445 человек в более чем 130 русских, белорусских, украинских, немецких и т. д. семей

## Экономика
Жители села занимаются сельским хозяйством: производство зерна, мяса, молока.

## Известные уроженцы
Село известно своими уроженцами:
- Булдаков, Алексей Иванович (1951—2019) — народный артист России (2009), родился в селе. Учился в средней школе села Петухи.